# ألبرت كارينغتون
ألبرت كارينغتون هو صحفي وسياسي أمريكي، ولد في 8 يناير 1813، وتوفي في 19 سبتمبر 1889.